# Pieraurou
Pieraurou, également appelé Transit Reef en anglais, est une île fantôme citée dans la constitution de l'État de Hatohobei aux Palaos.

## Toponymie
La traduction littérale du mot tobien « pieraurou » est « point de navigation sablonneux », ce qui ferait référence davantage à une bande de sable constituant un haut fond qu'à un récif ou une île.

## Localisation
Selon la section de l'article premier de la constitution de Hatohobei, l'île se situe à 2°47' de latitude nord et 132°32' de longitude est. Ceci la placerait à 50 km à l'est de l'île Helen.

Carte de l'État de Hatohobei, Pieraurou se trouverait à droite de la carte, dans le carrée gris

.

## Attestations écrites
La constitution de Hatohobei dispose :

« Le nom de l’État est Hatohobei, traditionnellement et historiquement composé des îles de Hatohobei, Hotsarihie et Pieraurou.
Les frontières de l’État sont les suivantes : commençant à un point à douze (12) milles nautiques au nord de la ligne de base traditionnelle de Hatohobei, allant vers l'est et passant l'île de Hotsarihie à 12 milles nautiques de ces lignes de bases traditionnelles au nord et rejoignant les 12 milles nautiques au nord et autour de l'est, puis vers le sud suivant le contour de la ligne de base traditionnelle de Pieraurou, et continuant vers l'ouest passant les 12 milles nautiques au sud de la ligne de base traditionnelle de Hatohobei et suivant tous les points à 12 milles nautiques de la ligne de base traditionnelle jusqu'au point d'origine.
La localisation spécifique des îles est la suivante : Hatohobei est à 03 degrés, 00 minutes de latitude nord et 131 degrés, 11 de longitude est ; Hotsarihie est à 02 degrés, 58 minutes de latitude nord, et 131 degrés, 48 minutes de longitude est ; et Pieraurou est à 2 degrés, 47 minutes de latitude nord et 132 degrés, 32 minutes de longitude est. »

— Article I, section 1 de la constitution de Hatohobei
En plus de cette référence dans la constitution, l'île apparait sur certaines cartes et constituerait, par conséquent, le point le plus au sud des Palaos.
Le doute persiste quant à son existence passée et elle ne figure pas sur les registres de directions de navigation.

## Sources
- (en) Cet article est partiellement ou en totalité issu de l’article de Wikipédia en anglais intitulé « Hatohobei » (voir la liste des auteurs).